# Franske film fra 1945
De mest populære Franske film fra 1945 var:
| Fransk titel           | Dansk titel             | Genre            | Antal solgte billetter |
| ---------------------- | ----------------------- | ---------------- | ---------------------- |
| La Cage aux rossignols |                         | Drama            | 5.084.805              |
| Les Enfants du paradis | Paradisets børn         | Drama            | 4.772.498              |
| Carmen                 | Carmen                  | Musical          | 4.277.813              |
| Le Cavalier noir       | Den syngende Robin Hood | Adventure/Action | 3.672.572              |
| Sérénade aux nuages    |                         | Komedie          | 3.498.968              |
| Naïs                   |                         | Dramedy          | 3.467.792              |